# Fleur coupée

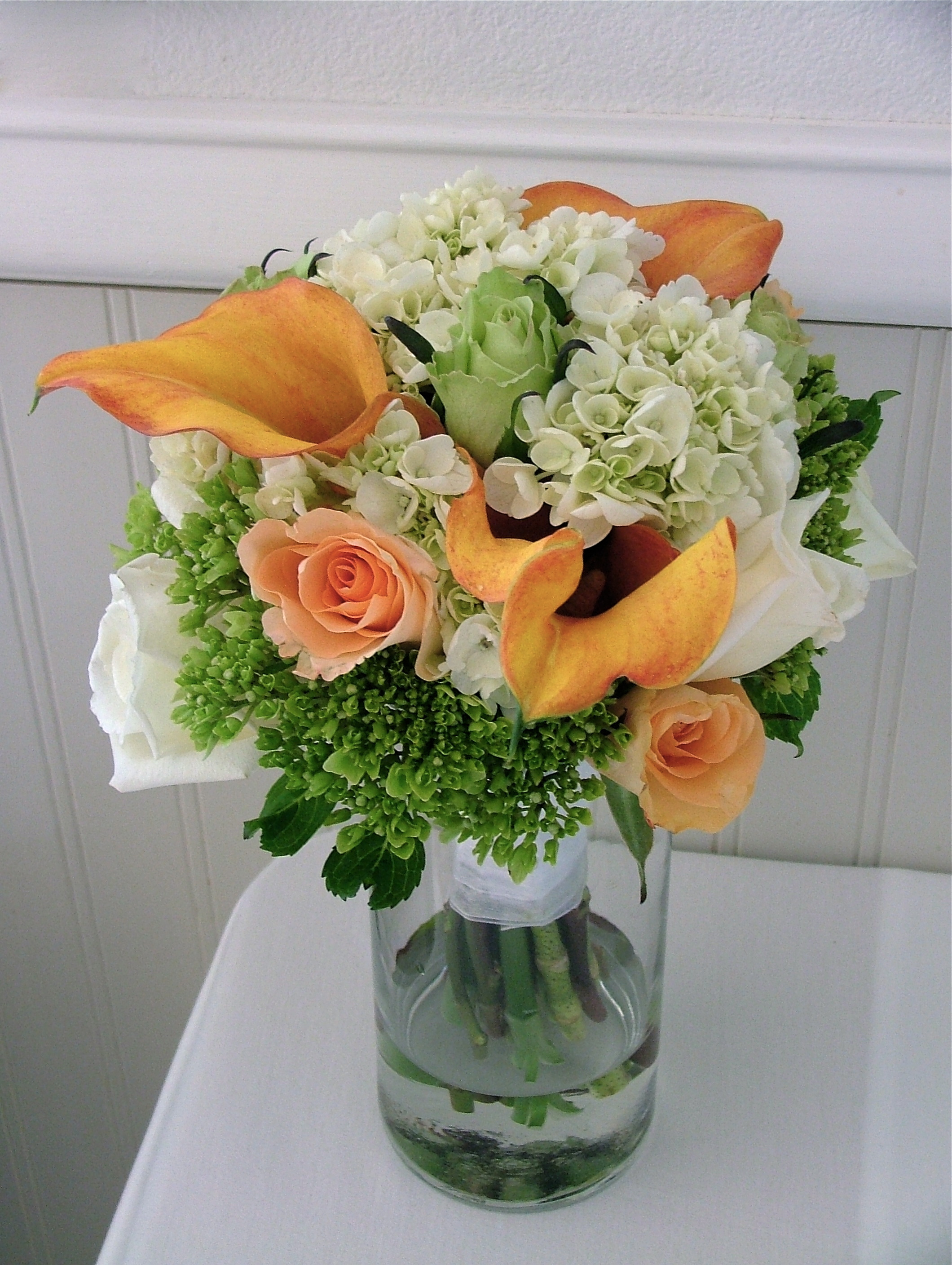
Roses, hortensias et arums, bouquet de mariage.

Les fleurs coupées sont des fleurs ou des boutons floraux (souvent avec du feuillage) qui ont été coupées de la plante avec leur tige ou pédoncule. Elles servent à des fins décoratives, et sont souvent disposées dans des vases, ou servent à confectionner des couronnes et guirlandes. De nombreux jardiniers récoltent leurs propres fleurs coupées dans les jardins domestiques, mais il existe dans la plupart des pays une importante activité horticole professionnelle consacrée aux fleurs coupées. Les plantes florales cultivées sont adaptées aux conditions climatiques, culturelles et au niveau de richesse local. Souvent, les plantes sont cultivées spécifiquement à cette fin, soit en plein champ, soit en serre. Les fleurs coupées peuvent également être récoltées dans la nature.
La culture et le commerce des fleurs est une spécialité en horticulture, plus précisément en floriculture.
Les fleurs coupées se vendent à l'unité ou en bottes, ou en bouquets et en compositions florales. Elles constituent l'une des trois catégorie commercialisées de plantes à fleurs, avec les plantes fleuries en pot (ou potées fleuries) et les plantes à massif (végétaux d'extérieur). Elles sont vendues principalement par les fleuristes, et secondairement par les autres canaux de distribution (grande distribution, jardineries, marchés ou foires, producteurs).

## Utilisation

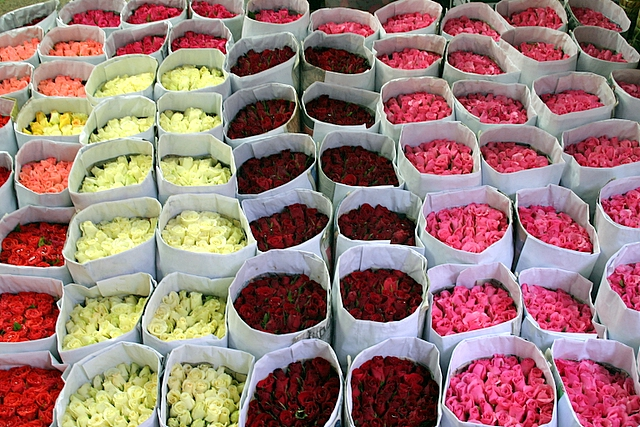
Bottes de fleurs sur un marché de Bangkok (Thaïlande).

Une utilisation courante est la fleuristerie, généralement pour la décoration d'intérieur des logements et des bâtiments. En règle générale, les fleurs coupées sont placées dans un vase. Un certain nombre de types de décorations similaires sont utilisées, en particulier dans les grands bâtiments et lors d'événements tels que les mariages. Ceux-ci sont souvent décorés, outre les fleurs, à l'aide de feuillage supplémentaire. Dans certaines cultures, les fleurs coupées sont principalement utilisées pour le culte ; cela peut s'observer en particulier dans le sud et le sud-est asiatique. Parfois, les fleurs sont cueillies plutôt que coupées, sans feuille ou tige significative. Ces fleurs peuvent être portées dans les cheveux ou à la boutonnière. Des quantités de fleurs peuvent être utilisées pour les projeter , à la manière de confettis.
Les guirlandes, couronnes et bouquets sont les principaux produits dérivés à valeur ajoutée. Le gajra et le mâlâ sont des produits dérivés courants en fleuristerie indienne, dont la fabrication absorbe une part importante des fleurs coupées en vente en Inde méridionale.

## Commerce international
Les fleurs coupées sont devenues un élément du commerce international et un moteur économique actif dans un certain nombre de pays tropicaux (par exemple, le Kenya).
Research and Markets a estimé que le marché mondial des fleurs coupées atteindra une taille de 50,1 milliards de dollars d'ici 2030, contre une estimation actuelle de 33,3 milliards de dollars pour 2022. Le commerce des roses devrait augmenter à un taux de croissance annuel composé de 5,9%, tandis que le chrysanthème et le géranium augmenteront de 5,3% au cours des huit prochaines années.
Royal FloraHolland à Aalsmeer, aux Pays-Bas, est le plus grand marché aux fleurs du monde. Des fleurs d'une valeur de plus de 4 milliards de dollars y passent chaque année. En 2019, la valeur des exportations de fleurs coupées était de 4,2 milliards d'euros pour l'Union européenne, 1,235 million d'euros pour la Colombie, 721 millions d'euros pour l'Équateur, 487 millions d'euros pour le Kenya et 180 millions d'euros pour l'Éthiopie, tandis que les exportations américaines n'étaient que de 14 millions d'euros par rapport à 1,052 million d'euros d'importations. Union Fleur, une association européenne de commerce international de fleurs, représente les intérêts de l'Autriche, de la Colombie, du Danemark, de l'Éthiopie, de l'Allemagne, de l'Italie, du Kenya, des Pays-Bas, de la Suède, de la Turquie, de l'Ouganda et des États-Unis. La plupart des exportations de Royal FloraHolland vont vers les pays voisins européens,.
Les exportations de fleurs coupées de la Chine sont passées de 71,4 millions de dollars en 2011 à 162,1 millions de dollars en 2022, principalement de la province du Yunnan où 300 000 agriculteurs cultivent 1,5 million d'hectares de fleurs. La production globale est bien plus élevée car 90% des fleurs sont vendues en Chine,. La plupart des fleurs coupées sont vendues sur le marché aux fleurs de Dounan à Kunming, dans le Yunnan, en Chine. Il est probable que la production de fleurs coupées en Inde soit similaire à celle de la Chine en raison de la similitude des tailles de population.
Au cours des dernières décennies, avec l'utilisation croissante du transport aérien, il est devenu économiquement rentable de cultiver des cultures de grande valeur loin de leur point de vente; le marché se trouve généralement dans les pays industrialisés. Le cas typique est la production de roses en Équateur et de œillets en Colombie,, principalement pour le marché américain, ainsi que la production au Kenya et en Ouganda pour le marché européen. Certains pays se spécialisent dans des produits de grande valeur, comme les orchidées de Singapour et de Thaïlande.

## Culture
La culture des fleurs coupées est intensive, généralement sur la base de serres en monoculture, et nécessite de grandes quantités de pesticides hautement toxiques, dont les résidus peuvent souvent être retrouvés dans les magasins de fleurs sur les fleurs importées,,.
Comme pour la production de fruits et de légumes, l'industrie dépend de quantités importantes d'eau, qui peuvent être collectées et stockées par les propriétaires de fermes. La rupture du barrage de Patel en mai 2018, associée à une grande ferme de roses kényane, a tué des dizaines de personnes.
Ces faits ont encouragé le développement de mouvements tels que "Slow Flowers", qui promeut la floriculture durable dans le pays consommateur (États-Unis, Canada).

## Genres populaires
Parmi les espèces et genres les plus populaires dans le commerce des fleurs coupées, on trouve notamment,,, : 
- Alkékenges (Physalis alkekengi)
- Alstroemerias
- Amarantes (Amaranthus caudatus)
- Asters
- Banksias
- Bégonias
- Bruyères (Calluna vulgaris)
- Campanules (Campanula)
- Chrysanthèmes
- Clématites
- Cyclamens
- Dauphinelles
- Eucalyptus
- Fleurs à bulbe, surtout disponibles au printemps
  - Freesias
  - Jonquilles
  - Tulipes
- Fuchsias
- Gardénias
- Géraniums
- Gerberas
- Glaïeuls
- Gypsophiles
- Hibiscus
- Hortensias
- Impatientes (Impatiens walleriana)
- Iris
- Jasmin sambac
- Laurier-rose
- Lavandes (Lavendula)
- Leucadendron
- Lilas
- Lis (Lilium)
- Lobelias
- Marguerites
- Mufliers
- Nigelles (Nigella)
- Œillets (Dianthus caryophyllus)
- Oiseaux de paradis (Strelitzia reginae)
- Orchidées
- Pensées
- Pélargoniums
- Pétunias
- Plumerias
- Poinsettias
- Primevères (Primulaceae)
- Protées
- Patte de kangourou
- Roses (Rosa)
- Tournesols (Helianthus annuus)
- Trille blanc  (Trillium grandiflorum)
- Verveines
- Wahlenbergia gloriosa
- Ylang-ylang (Cananga odorata)